# Пробковый сбор
Про́бковый сбор — плата, которую кафе или ресторан берет с посетителя за возможность пить принесённые с собой алкогольные напитки. Обычно, это фиксированная сумма за одну бутылку — «пробку». С помощью этого сбора покрываются затраты заведения на предоставление бокалов и услуги официанта. А ещё есть риск, что бокал разобьют — это тоже перекроет пробковый сбор.
Пробковый сбор действует не во всех заведениях. Иногда сбор применяют в период, пока ресторан ещё не получил или вообще не может получить лицензию на продажу алкоголя. Эта услуга позволяет клиентам не ограничиваться ассортиментом продаваемых в заведении алкогольных напитков. Кроме того, часто сбор позволяет сэкономить — принести свой напиток и оплатить пробковый сбор может быть выгоднее, чем заказать его в самом заведении.
Пробковый сбор может не распространяться на определённые виды напитков (например, на слабоалкогольные), а величина сбора может быть различна для напитков разной стоимости и крепости.

## Кто регулирует пробковый сбор
В законодательстве понятие «пробковый сбор» не выделено, нет правил, как употреблять в заведении алкоголь, купленный в другом месте. Правила устанавливает само заведение: можно ли приносить с собой алкоголь и сколько придется заплатить за каждую «пробку». С юридической точки зрения пробковый сбор — это плата за сервис, за дополнительную услугу: шампанское охладили, предоставили бокалы, официант подливает напиток гостям.
Ресторану нельзя продавать крепкий алкоголь без лицензии. А вот употребление спиртного в заведениях без лицензии законом прямо не запрещено, но и не разрешено. Ресторан считается общественным местом, а за распитие алкогольных напитков в общественных местах физическое лицо могут привлечь к административной ответственности (п. 7 ст. 16 Федерального закона от 22.11.95 № 171-ФЗ). При этом в законе написано, что разрешено распитие алкоголя в том заведении общепита, в котором этот алкоголь и приобретен.
Закон как бы запрещает распивать в заведениях общепита напитки, принесенные из других мест, но при этом нет никаких штрафных санкций для самого заведения, если оно разрешает пить посетителям «свое» спиртное. А вот посетителей оштрафовать могут — от 500 до 1500 рублей (п. 1 ст. 20.20 КоАП РФ).

## Требования и правила
У каждого заведения требования к пробковому сбору могут быть свои. Например, можно применить пробковый сбор и распивать «свой» алкоголь только при чеке от 1000 рублей или когда гости арендуют ресторан под банкет. Сбор за водку может быть больше, чем за вино.
Но есть и общепринятые правила:
- Распивать спиртное в заведении могут только посетители старше 18 лет.
- Можно приносить в ресторан только закрытые бутылки в упаковке от производителя. Нельзя приносить домашние и разливные напитки.

## Согласие посетителей
Без согласия гостя оказывать ему дополнительную услугу нельзя, а пробковый сбор как раз считается за допуслугу. Если гость от неё отказывается, то и распивать алкоголь, который он принес с собой, не сможет. Но обо всех условиях посетителя нужно оповестить. Согласие в этом случае — понятие условное. Можно считать, что гость согласен оплатить пробковый сбор, если вы предупредили его, при каких условиях он может открыть в заведении алкоголь, купленный в другом месте. Если включить в счёт пробковый сбор без оповещения гостя, он может его не заплатить и обратиться в суд.